# Cantón de Castelnau-Montratier
El cantón de Castelnau-Montratier era una división administrativa francesa, que estaba situada en el departamento de Lot y la región de Mediodía-Pirineos.

## Composición
El cantón estaba formado por siete comunas:
- Castelnau-Montratier
- Cézac
- Flaugnac
- Lhospitalet
- Pern
- Sainte-Alauzie
- Saint-Paul-de-Loubressac

## Supresión del cantón de Castelnau-Montratier
En aplicación del Decreto n.º 2014-154 de 13 de febrero de 2014, el cantón de Castelnau-Montratier fue suprimido el 22 de marzo de 2015 y sus 7 comunas pasaron a formar parte del nuevo cantón de Marcas del Sur-Quercy.